# Paul de Beauvilliers
Pour les articles homonymes, voir Beauvilliers.
Paul de Beauvilliers, duc de Saint-Aignan, connu sous le nom de duc de Beauvilliers (1648-1714), fils de François-Honorat de Beauvilliers, duc de Saint-Aignan, est un gentilhomme et homme d'État français des XVIIe et XVIIIe siècles (Maison de Beauvilliers).

## Carrière
Né à Saint-Aignan-en-Berry le 24 octobre 1648, il obtint le 10 décembre 1666 la survivance de la charge de premier gentilhomme de la Chambre du roi que détenait son père. Il servit pendant les campagnes de la guerre de Hollande, mais sans montrer une vocation militaire décidée.
Il se concilia l'estime de Louis XIV par sa piété et sa vie austère. Le roi le nomma le 6 décembre 1685 chef du Conseil royal des finances en remplacement du premier maréchal de Villeroy. Cet emploi essentiellement honorifique fit de lui le seul aristocrate de naissance associé à un gouvernement composé d'hommes issus de la noblesse de service et lui assura chaque année un revenu de près de 100 000 livres.
Le 16 août 1689 Louis XIV nomma Beauvilliers gouverneur de son petit-fils, Louis duc de Bourgogne, puis (25 août 1690) du duc d'Anjou (futur Philippe V d'Espagne), et enfin (24 août 1693) de leur benjamin le duc de Berry. Beauvilliers s'adjoignit comme précepteur des jeunes princes l'abbé de Fénelon, dont il devint l'ami et auquel il resta fidèle dans sa disgrâce. Le 24 juillet 1691, après la mort de Louvois, il entra au Conseil d'en haut et y tint une place marquante jusqu'à sa mort, penchant pour des positions pacifiques aussi bien pendant la guerre de la Ligue d'Augsbourg que durant la guerre de Succession d'Espagne. Il est notamment connu pour avoir commandé aux intendants de province les célèbres mémoires pour l'instruction du duc de Bourgogne, mémoires descriptifs de l'état des généralités qui comptent parmi les documents fondateurs de la statistique en France.
De Philippe V, il reçut la Grandesse d'Espagne en avril 1701.

## Famille
Le duc de Beauvilliers épousa par contrat de mariage du 20 janvier 1671 Henriette-Louise Colbert (1660-1733), fille de Jean-Baptiste Colbert et de Marie Charron de Ménars. Ce mariage fit de lui le beau-frère du duc de Chevreuse. Les deux beaux-frères furent des amis intimes du duc de Saint-Simon et comptent parmi les personnages importants de ses Mémoires.
Le duc et la duchesse de Beauvilliers eurent treize enfants, dont huit filles. Sept d'entre elles furent religieuses au monastère des Bénédictines de Notre-Dame des Anges de Montargis, dont Marie Antoinette, décédée en 1751. La huitième fille, Marie-Henriette, épousa le 19 décembre 1703 Louis de Rochechouart, duc de Mortemart. Ses fils étant mort jeunes, le duc de Beauvilliers laissa dès 1705 ou 1706 son duché à son demi-frère puîné Paul-Hippolyte (1684-1776).
Le 22 février 1710, il céda sa charge de premier gentilhomme de la Chambre à son gendre le duc de Mortemart.
Le duc de Beauvilliers mourut à Vaucresson, où il avait une maison de campagne, le 31 août 1714 et fut inhumé dans l'église du couvent des bénédictines de Montargis.

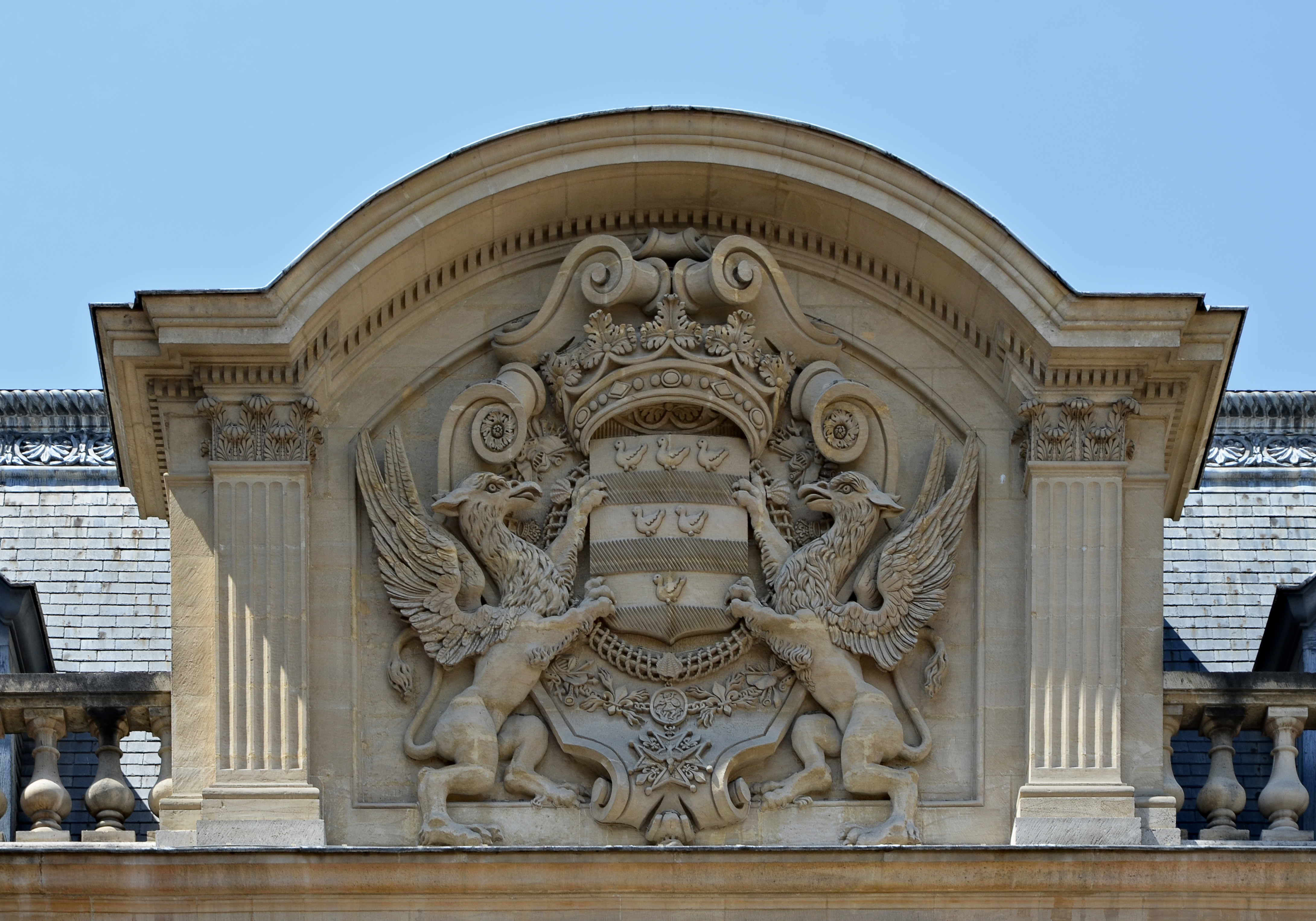
Armes des Beauvilliers, fronton de l'hôtel de Saint-Aignan, Paris